# Alfons Jordan

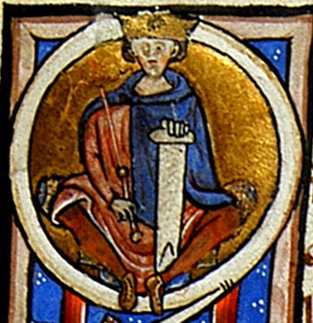
Alfons Jordan

Alfons Jordan von Toulouse (französisch Alphonse Jourdain; * 1103 in Mons Peregrinus (Pilgersberg), Tripolis, Libanon; † April 1148 in Caesarea, Palästina) aus dem Geschlecht der Raimundiner war Graf von Toulouse und Markgraf der Provence.

## Leben
Alfons war der zweite Sohn Graf Raimunds IV. von Toulouse und seiner dritten Ehefrau Elvira von Kastilien. Er wurde im Heiligen Land geboren und im Jordan getauft, was seinen Beinamen erklärt. Sein Vater starb, als er zwei Jahre alt war, und Alfons blieb unter der Aufsicht seines Verwandten Wilhelm Jordan von Cerdange († 1109) im Libanon. 1108 wurde er von einer Gesandtschaft aus Toulouse in die südfranzösische Heimat seines Vaters gebracht, wo Alfons als Graf anerkannt wurde. Sein älterer Halbbruder Bertrand musste weichen, da an dessen Legitimität gezweifelt wurde. Bertrand begab sich in den Libanon, wo er die Grafschaft Tripolis übernahm.
Alfons Jordan verlor 1113 Toulouse an seinen Vetter Wilhelm IX. von Aquitanien, der sein Recht auf Toulouse durch seine Ehefrau Philippa (oder Matilde) einklagte, die eine Tochter des Grafen Wilhelm IV. von Toulouse war. Er bekam 1119 einen Teil des Landes zurück und musste bis etwa 1123 um den Rest kämpfen. Schließlich erfolgreich, wurde er von Papst Kalixt II. exkommuniziert, weil er die Mönche von Saint-Gilles, die seinen Gegner unterstützt hatten, verjagt hatte.
Anschließend kämpfte Alfons gegen Raimund Berengar III., Graf von Barcelona für die Souveränität der Provence und erreichte im September 1125 eine freundschaftliche Übereinkunft. Mit dieser wurde Alfons Jordan der wichtigste Machthaber in den Regionen zwischen den Pyrenäen und den Alpen, der Auvergne und dem Mittelmeer. Um 1134 beschlagnahmte er die Vizegrafschaft Narbonne, gab sie aber 1143 an die Vizegräfin Ermengarde († 1197) zurück.
Im Jahr darauf gründete Alfons Montauban und erregte erneut das Missfallen der Kirche, als er sich mit den Rebellen von Montpellier gegen den Adel verbündete. Er wurde ein zweites Mal exkommuniziert, nahm als Buße 1146 auf einem von König Ludwig VII. von Frankreich einberufenen Treffen in Vézelay das Kreuz und begab sich im August 1147 mit dem Zweiten Kreuzzug in den Osten. Er unterbrach die Fahrt in Italien und wohl auch in Konstantinopel und erreichte 1148 Akkon. Wenig später in Caesarea starb er plötzlich unter großen Schmerzen. Vielleicht starb er an einer akuten Krankheit, etwa einer Blinddarmentzündung, doch jedermann argwöhnte, er sei vergiftet worden. Als Auftraggeber eines Giftmordes verdächtigt wurden Eleonore von Aquitanien, Melisende, die Mutter König Balduins III. von Jerusalem, vor allem aber Alfons’ Cousin, Graf Raimund II. von Tripolis, der Alfons’ Ansprüche auf seine Grafschaft fürchtete. Keine der Verdächtigungen konnte bewiesen werden.

## Ehe und Nachkommen
Alfons Jordan war seit etwa 1125 verheiratet mit Faydive (Faydida) d’Uzès. Ihre Kinder waren:
- Raimund V. (1134–1194), sein Nachfolger
- Alfons († 1175/89 oder später)
- Faidiva, ⚭ Graf Humbert III. von Savoyen (die Ehe wurde 1154 geschieden)
- Agnes († vor 1187)

Daneben hatte Alfons mehrere uneheliche Kinder:
- Bertrand: Begleitete seinen Vater auf dem zweiten Kreuzzug und blieb im Libanon um sich an Graf Raimund II. von Tripolis für den Tod seines Vaters zu rächen. Er wurde von Nur ad-Din gefangen genommen und erst 1159 auf Vermittlung Kaiser Manuels I. wieder freigelassen.
- erste Tochter: Sie begleitete ebenfalls ihren Vater in den Libanon und wurde mit ihrem Bruder von Nur ad-Din gefangen genommen, in dessen Harem in Aleppo sie verblieb.
- zweite Tochter: Ehefrau von Bernard III., Graf von Comminges